# 895 Helio
895 Helio је астероид главног астероидног појаса са пречником од приближно 141,90 .
Афел астероида је на удаљености од 3,670 астрономских јединица (АЈ) од Сунца, а перихел на 2,727 АЈ. 
Ексцентрицитет орбите износи 0,147, инклинација (нагиб) орбите у односу на раван еклиптике 26,064 степени, а орбитални период износи 2090,100 дана (5,722 година). 
Апсолутна магнитуда астероида је 8,30 а геометријски албедо 0,042.
Астероид је откривен 11. јула 1918. године.